# Presidentvalet i Ukraina 2019
Presidentval i Ukraina ägde rum den 31 mars och 21 april 2019.
Volodymyr Zelenskyj vann valet. Han fick i andra valomgången över 73 procent av rösterna mot under 25 procent för den sittande presidenten Petro Porosjenko. Utländska observatörer ansåg att valet av allt att döma gick rätt till. 
Ukrainas president väljs för en period av fem år i direkta, allmänna val. Ingen kan väljas till mer än två på varandra följande presidentvalsperioder. Valet 2019 blir det sjunde presidentvalet i Ukraina sedan självständigheten 1991. För att kandidera i presidentvalet måste man fyllt 35 år, ha ukrainskt medborgarskap, ha bott i Ukraina minst tio år före valdagen och behärska landets officiella språk, ukrainska. 
Ingen av kandidaterna fick en absolut majoritet av rösterna i första valomgången. Därför fick de två kandidater som fått flest röster, Zelenskyj och Porosjenko, möta varandra i ytterligare en omröstning den 21 april.
Officiellt var det 34 544 993 personer som hade rösträtt i presidentvalet, av dessa var 30 056 127 registrerade.

## Konsekvenser av oroligheterna i Ukraina
I två av landets regioner (Donetsk oblast och Luhansk oblast), som på grund av kriget i Donbass inte kontrolleras av de ukrainska myndigheterna, var endast ett mindre antal av vallokalerna öppna. På Krim gick valet inte att genomföras alls, eftersom halvön annekterats av Ryska federationen. För att rösta behövde invånarna i konfliktområdet ta sig till de ukrainsk-kontrollerade delarna, vilket var både kostsamt och riskabelt. Över en miljon ukrainare som lämnat sina hem i östra Ukraina till följd av striderna hade problem med att bli upptagna i röstlängden. Kort innan valet hade bara fyra procent av internflyktingarna registrerats i andra valdistrikt.
Den centrala valkommissionen i Kiev stängde av "säkerhetsskäl" alla fem utländska vallokaler i Ryssland före omröstningen, vilket medförde att de nästan tre miljoner ukrainarna som bor och arbetar i Ryssland de facto berövades rösträtten för presidentvalet.
De geopolitiska förutsättningarna som följd av oroligheterna i landet omritade väljarkartan efter ett betydande bortfall av proryska väljare. Detta stärkte den västvänliga opinionen i Ukraina. Bara fyra av de totalt 39 presidentkandidaterna var öppet proryska.

## Valkampen

### Oroligheter under valkampen
Tjugotvå poliser  skadades 9 mars i samband med sammandrabbningar i Tjerkasy, där ultranationalister från National Corps försökte stoppa den då sittande presidenten Petro Porosjenkos eskort i samband med ett utomhusmöte. Ytterligare tre poliser skadades i närheten av Kiev, där samma grupp av nationalister återigen försökte attackera eskorten. Nationalisterna anklagade Porosjenkos regering för korruption och beskyllde regeringen för att ha fördärvat Ukrainas armé bland annat på grund av korruptionsskandalen som omger Oleh Hladkovskyj, före detta vice ordförande i Nationella säkerhets- och försvarsrådet.

### Kritik från OSSE

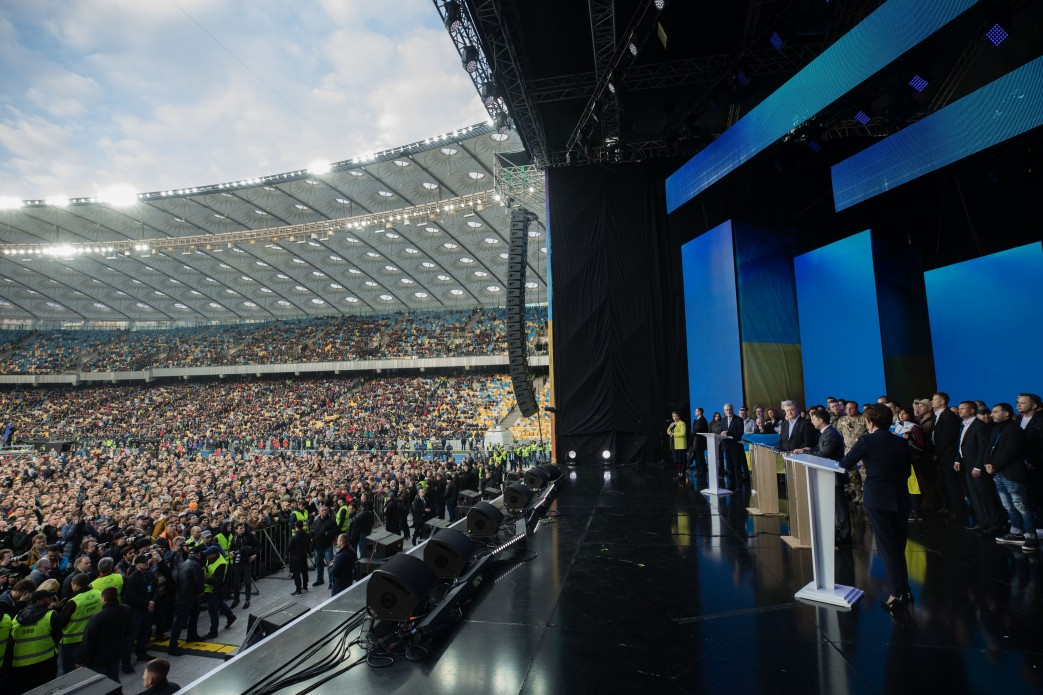
Valrörelsens enda möte mellan de två huvudkandidaterna på Kievs olympiastadion två dagar före valet.

Det var en valrörelse som inte alls präglades av konstruktiv politisk debatt. Organisationen för säkerhet och samarbete i Europa (OSSE) var efter valets första runda kritisk mot det politiska samtalet i Ukraina. Kandidaterna var ovilliga att debattera – de ska ha ägnat mer tv-tid åt att smutskasta varandra än att informera om sin egen politik. Tv-kanalerna ägnade sig mer åt att uttala stöd för olika kandidater än åt kritisk utfrågning.

### Försöket att stoppa Volodymyr Zelenskyj
Bara timmar innan vallokalerna öppnade i det ukrainska presidentvalets andra omgång riskerade Volodymyr Zelenskyj att stoppas från att delta.
Under natten kom dock beslutet från domstolen i Kiev att han inte brutit mot lagen i sin kampanj och att valet kunde hållas som planerat.
Juristen Andrej Chilko, med kopplingar till motkandidaten Porosjenko, lämnade in en protest mot Zelenskyjs kandidatur och grundade det på att han indirekt skulle ha köpt röster. Anklagelserna byggde på att Zelenskyj erbjudit gratis biljetter till den enda duellen mellan de två kandidaterna som hölls på Kievs olympiastadion två dagar innan valet.

## Prognoser
Fördjupning: Opinionsundersökningar inför presidentvalet i Ukraina 2019(en)
Fram till valet gjordes ett stort antal opinionsundersökningar. Volodymyr Zelenskyj hade störst stöd i första valomgången, med antingen Petro Porosjenko eller Julia Tymosjenko som motkandidat. En mindre undersökning veckan innan valet visade den proryska Jurij Bojko som knapp tvåa. Inför andra valomgången hade Zelenskyj majoritet i samtliga opinionsundersökninger.

## Valresultat

Valresultat i 1:a valomgång. Porosjenko vann i två oblast och utlandsrösterna i första valomgången, medan Zelenskyj var etta i 20 av 25.

Valresultat i 2:a valomgång. Zelenskyj vann i alla oblast utom Lviv oblast och utlandsrösterna som Porosjenko vann. Zelenskyj vann även områden som Porosjenko vann i 1:a valomgång

| Kandidat                                                                             | Kandidat                            | Parti                                     | 1:a valomgången | 1:a valomgången | 2:a valomgången | 2:a valomgången |
| Kandidat                                                                             | Kandidat                            | Parti                                     | Röster          | %               | Röster          | %               |
| ------------------------------------------------------------------------------------ | ----------------------------------- | ----------------------------------------- | --------------- | --------------- | --------------- | --------------- |
|                                                                                      | Volodymyr Zelenskyj                 | Folkets Tjänare                           | 5 713 825       | 30,61           | 13 541 528      | 73,22           |
|                                                                                      | Petro Porosjenko                    | Oberoende (partilös)                      | 3 014 538       | 16,15           | 4 522 320       | 24,45           |
|                                                                                      | Julia Tymosjenko                    | Fäderneslandsförbundet                    | 2 532 230       | 13,56           |                 |                 |
|                                                                                      | Jurij Bojko                         | Oberoende (partilös)                      | 2 205 974       | 11,82           |                 |                 |
|                                                                                      | Anatolij Hrytsenko                  | Civil Position                            | 1 306 411       | 7,00            |                 |                 |
|                                                                                      | Ihor Smesjko                        | Oberoende (partilös)                      | 1 141 302       | 6,11            |                 |                 |
|                                                                                      | Oleh Ljasjko                        | Radikala partiet                          | 1 035 944       | 5,55            |                 |                 |
|                                                                                      | Oleksandr Vilkul                    | Opposition Bloc                           | 784 246         | 4,20            |                 |                 |
|                                                                                      | Ruslan Kosjulynskyj                 | Svoboda                                   | 307 240         | 1,65            |                 |                 |
|                                                                                      | Jurij Tymosjenko                    | Oberoende (partilös)                      | 117 712         | 0,63            |                 |                 |
|                                                                                      | Olexandr Sjevtjenko                 | UKROP                                     | 109 040         | 0,58            |                 |                 |
|                                                                                      | Valentyn Nalyvajtjenko              | Public-Political Movement "Spravedlyvist" | 43 234          | 0,23            |                 |                 |
|                                                                                      | Olha Bohomolets                     | Oberoende (partilös)                      | 33 946          | 0,18            |                 |                 |
|                                                                                      | Hennadyj Balasjov                   | 5.10                                      | 32 877          | 0,18            |                 |                 |
|                                                                                      | Roman Bezsmertnyj                   | Oberoende (partilös)                      | 27 184          | 0,15            |                 |                 |
|                                                                                      | Viktor Bondar                       | Revival                                   | 22 564          | 0,12            |                 |                 |
|                                                                                      | Julija Lytvynenko                   | Oberoende (partilös)                      | 20 042          | 0,11            |                 |                 |
|                                                                                      | Jurij Derevjanko                    | Volia                                     | 19 540          | 0,10            |                 |                 |
|                                                                                      | Serhij Taruta                       | Osnova                                    | 19 124          | 0,10            |                 |                 |
|                                                                                      | Ihor Sjevtjenko                     | Oberoende (partilös)                      | 18 689          | 0,10            |                 |                 |
|                                                                                      | Inna Bohoslovska                    | Oberoende (partilös)                      | 18 668          | 0,10            |                 |                 |
|                                                                                      | Jurij Karmazin                      | Oberoende (partilös)                      | 15 964          | 0,09            |                 |                 |
|                                                                                      | Volodymyr Petrov                    | Oberoende (partilös)                      | 15 660          | 0,08            |                 |                 |
|                                                                                      | Vitalij Skotsyk                     | Oberoende (partilös)                      | 15 126          | 0,08            |                 |                 |
|                                                                                      | Serhij Kaplin                       | Social Democratic Party                   | 14 542          | 0,08            |                 |                 |
|                                                                                      | Oleksandr Moroz                     | Socialist Party of Oleksandr Moroz        | 13 169          | 0,07            |                 |                 |
|                                                                                      | Viktor Kryvenko                     | Folkrörelsen för Ukraina                  | 9 243           | 0,05            |                 |                 |
|                                                                                      | Vasyl Zjuravljov                    | Stability Party                           | 8 653           | 0,05            |                 |                 |
|                                                                                      | Illia Kyva                          | Socialist Party of Ukraine                | 5 871           | 0,03            |                 |                 |
|                                                                                      | Andrij Novak                        | Patriot Party                             | 5 587           | 0,03            |                 |                 |
|                                                                                      | Oleksandr Vasjtjenko                | Oberoende (partilös)                      | 5 571           | 0,03            |                 |                 |
|                                                                                      | Mykola Haber                        | Oberoende (partilös)                      | 5 458           | 0,03            |                 |                 |
|                                                                                      | Oleksandr Solovjev                  | Reasonable Force                          | 5 351           | 0,03            |                 |                 |
|                                                                                      | Ruslan Rygovanov                    | Oberoende (partilös)                      | 5 234           | 0,03            |                 |                 |
|                                                                                      | Oleksandr Danyljuk                  | Oberoende (partilös)                      | 4 675           | 0,03            |                 |                 |
|                                                                                      | Vitalij Kuprij                      | Oberoende (partilös)                      | 4 509           | 0,02            |                 |                 |
|                                                                                      | Arkadij Kornatskij                  | Oberoende (partilös)                      | 4 497           | 0,02            |                 |                 |
|                                                                                      | Serhij Nosenko                      | Oberoende (partilös)                      | 3 114           | 0,02            |                 |                 |
|                                                                                      | Roman Nasirov                       | Oberoende (partilös)                      | 2 582           | 0,01            |                 |                 |
| Ogiltiga/blanka röster                                                               | Ogiltiga/blanka röster              | Ogiltiga/blanka röster                    | 222 948         | –               | 427 161         | 2,31            |
| Totalt                                                                               | Totalt                              | Totalt                                    | 19 116 809      | 100             | 18 491 837      | 100             |
| Registererade väljare/Valdeltagande                                                  | Registererade väljare/Valdeltagande | Registererade väljare/Valdeltagande       | 30 056 127      | 63,60           |                 | 62,07           |
| Källa: Central Election Commission 1:a omgång Central Election Commission 2:a omgång |                                     |                                           |                 |                 |                 |                 |